# Francisco Benetó
Francisco Benetó Martínez (Villanueva de Castellón, Valencia, 10 de febrero de 1877 - Lisboa, 15 de junio de 1945), fue un violinista y compositor español. Aunque en nuestros días su nombre sea bastante desconocido para el público general, Benetó fue uno de los violinistas más reconocidos de su época, especialmente a finales del siglo XIX y principios del XX. Tal es así que, acabados sus estudios en el Conservatorio de Valencia, el mismo Pablo Sarasate, apreciando sus cualidades como violinista, le aconsejó con tan solo 18 años que marchase a París, donde además le recomendó al maestro José White.
Actualmente su nombre comienza a reaparecer tras un silencio de décadas en diversos estudios de la historia de la música, la grabación de sus obras completas por el violinista portugués Nuno Soares y algunas obras a sonar en conciertos, como en el I Festival de Pascua de Cervera o en la reciente publicación del disco Miniaturas catalanas para violín y piano.

## Biografía
Francisco Benetó nace en una familia de labradores de Villanueva de Castellón, Valencia, en 1877, siendo el segundo mayor de cuatro hermanos. Sin conocerse el nombre de su primer maestro, se sabe que con tan solo 6 años Benetó dio un concierto de flautín en el teatro de su pueblo natal. Poco después algún familiar decide llevarlo al Conservatorio de Valencia donde no tardó en ser el discípulo predilecto del maestro Andrés Goñi, hasta el punto de darle lecciones privadas de violín.
Acabados en 1895 sus estudios en el Conservatorio de Valencia, Francisco Benetó logró ser oído por Pablo Sarasate, quien le aconseja marcharse a París para seguir ampliando sus estudios, y además, ofreciéndose a recomendarlo al violinista y maestro José White para que le enseñase y le pusiera en contacto con los grandes músicos que por entonces había en la ciudad, como Enrique Granados, Claude Debussy, Isaac Albeniz, Gabriel Fauré o Maurice Ravel.
Francisco Benetó reúne todo el capital posible para emprender el viaje y marcha a París con la edad de 18 años. En la capital el dinero recogido apenas le dura unos pocos días, pero con su tenaz insistencia en el proyecto hace oposiciones a una plaza de solista y concertino en un teatro de la ciudad, y así logra costearse su ingreso en el Conservatorio de París.
En tan solo un año Benetó gana, entre cientos de opositores más, una plaza de concertino en la Orquesta de la Sala de Conciertos del Palacio del Trocadero, dirigida por Eugene d'Harcourt.
Más tarde, y con poco más de 20 años, Benetó se convierte en el primer violín de la  Orquesta Sinfónica Colonne, instalada en el Théâtre du Châtelet. El programa de esta orquesta presentaba la música contemporánea de la época, con obras de los grandes músicos franceses (como Saint-Saëns, Massenet, Charpentier, Fauré, d'Indy, Debussy, Ravel, Widor, Dukas o Chabrier), integrando también al repertorio obras olvidadas de Wagner y Richard Strauss, invitando a los grandes solistas del momento y dirigiendo allí sus obras con los mismos compositores coetáneos como Mahler, Prokófiev, Grieg o Chaikovski.
Años después, por motivos desconocidos, Francisco Benetó abandona París y con ello su posición, y se marcha a Lisboa, donde pasa a dirigir la Escuela de Música de Cámara de Lisboa, del Conservatorio Nacional. En la ciudad portuguesa es entonces condecorado con la orden de Caballero del Cristo 
y con la de S. Tiago. En 1912 y durante algún tiempo también dirige el sexteto del Cinema Olympia de Lisboa, que como era costumbre y muy importante en todas las proyecciones de cine mudo de entonces, se acompañaba de música.
Constantemente Francisco Benetó viaja a España, especialmente a Valencia, donde se le tiene una gran consideración y aprecio y suele aparecer como solista en conciertos.

"'Chavarri recordaba los primeros años de Francisco Benetó en el Conservatorio de Valencia: ¡Cómo nos enorgullece ver triunfar a Benetó en aquel mismo estrado en donde dio brillantemente sus primeros pasos de violinista, presentándose como alumno en las audiciones del Conservatorio! 
Hoy vuelve Benetó con su nombre ya hecho definitivamente, en la plenitud de facultades de artista de gran valor.'".
“Concierto Costa-Terán”, Las Provincias, 22-XII-1918, p. 1.  
 156

En la capital portuguesa interpreta en diversas ocasiones en el Teatro da Trindade, donde el 25 de abril de 1940 realiza el estreno íntegro del Concierto para violín y orquesta (1916) de Luís de Freitas Branco con la Orquesta Sinfónica Nacional.
Finalmente, a los 68 años de edad, Francisco Benetó fallecía en su ciudad de residencia, Lisboa, el 15 de junio de 1945.